# 渡邊忠司
渡邊 忠司（わたなべ ただし、1947年 - ）は、日本の歴史学者。佛教大学歴史学部歴史学科名誉教授。専門は日本近世史・日本経済史。愛媛県出身。

## 略歴
- 1970年　大阪経済大学経済学部経済学科卒業
- 1972年　大阪経済大学大学院経済学研究科修士課程修了
- 1975年　大阪経済大学大学院経済学研究科博士課程単位取得満期退学
- 1982年　大阪市史史料調査会主任調査員
  - この間、立命館大学・大阪経済大学・佛教大学・大阪大学などの非常勤講師も務める。
- 2004年	佛教大学文学部人文学科教授
- 2010年	佛教大学歴史学部歴史学科教授、歴史学部長（初代、2010.4～2014.3）

## 著書
- 『町人の都大坂物語 商都の風俗と歴史』（中央公論新社・中公新書／1993年）
- 『大阪十二月物語 近世の大坂風物詩』（リサイクル文化社／2001年）
- 『大坂見聞録 関宿藩士池田正樹の難波探訪』（東方出版／2001年）
- 『飛脚問屋井野口屋記録 第1-4巻』（徳永光俊共編・翻刻／思文閣出版／大阪経済大学日本経済史研究所史料叢書／2001-2004年）
- 『近世「食い倒れ」考』（2003年／東方出版）
- 『大坂町奉行所異聞』（2006年／東方出版）
- 『大坂町奉行と支配所・支配国』（2006年／東方出版）
- 『近世社会と百姓成立―構造論的研究―』（2007年／思文閣出版）